# Иван Андреевич (княжич углицкий)

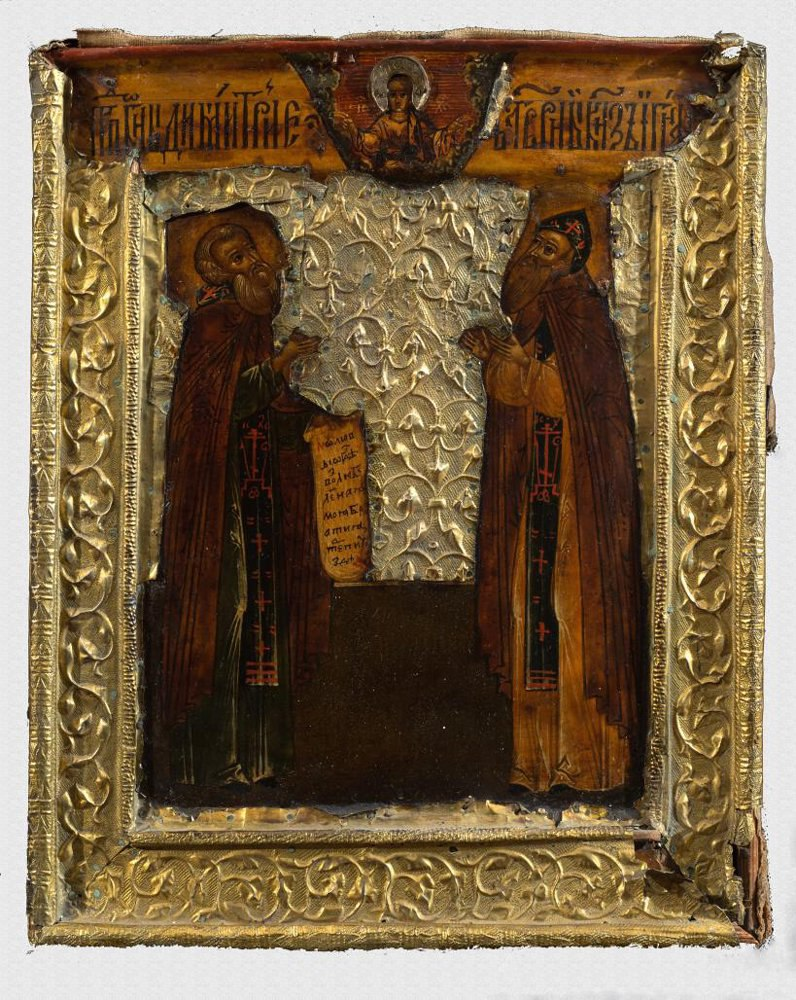
Преподобный Димитрий Прилуцкий и благоверный князь Иоанн Угличский (в иночестве Игнатий), в молении Спасу Эммануилу. Середина XVII в.

Иван (Иоанн) Андреевич, святой Игнатий Прилуцкий (ок. 1477 — 19 мая 1523) — сын углицкого князя Андрея Васильевича Горяя.
После заточении князя Андрея (1492 год), великий князь Иван III заточил и его детей Ивана и Дмитрия в Переславле-Залесском. Углицкая летопись передаёт, будто бы угличане, недовольные притеснениями великокняжеского наместника, подготовили заговор для освобождения детей Андрея, но великий князь предупредил их, расселив по другим городам многих углицких граждан.
После смерти отца (1493) братьев перевели в Спасо-Прилуцкий монастырь под Вологдой, где Иван скончался в оковах 19 мая 1523 года под именем схимонаха Игнатия. Позднее православная церковь причла его к лику святых. Дмитрий умер там же после 1540 года.